# Formica politurata
Formica politurata é uma espécie de formiga do gênero Formica, pertencente à subfamília Formicinae.